# Szczełkun
Szczełkun (ros. Щелкун) – wieś (sieło) w Rosji, w obwodzie swierdłowskim, w rejonie sysierckim. W 2010 liczyła 2938 mieszkańców.

## Urodzeni
- Aristarch Krapiwin – radziecki wojskowy, prawnik i polityk.